# Aplysioidea
Aplysioidea is een superfamilie van weekdieren uit de klasse van de Gastropoda (slakken).

## Familie
- Aplysiidae Lamarck, 1809